# Gazela-árabe-do-deserto
A gazela-árabe-do-deserto ou gazela-da-areia (Gazella marica, anteriormente Gazella subgutturosa marica) ou reem (em árabe: ريم) é uma gazela nativa do deserto da Arábia e da Síria. Hoje em dia, ela sobrevive em menor quantidade na natureza, em populações isoladas na Arábia Saudita, nos Emirados Árabes, no Omã, na Turquia, no Kuwait, no Iraque, na Jordânia e na Síria. O número total de animais vivendo na natureza não deve passar de 3000.  Considerando animais em cativeiro, reservas e programas de procriação, o número pode ultrapassar (G. subgutturosa). Um estudo genético de 2010 estabeleceu que esta, era na verdade pertencente a uma linhagem diferente, e agora são consideradas espécies diferentes.sar talvez 100 000 animais.
Até recentemente, a gazela de areia era considerada uma subespécie da gazela-persa ( Gazella subgutturosa ). Um estudo genético de 2010 estabeleceu que eram de linhagens distintas e agora são  consideradas espécies diferentes.  Mais tarde, foi descoberto que a gazela da areia é mais próxima de duas espécies africanas: a gazela-de-Cuvier (Gazella cuvieri) e a gazela-branca (Gazella leptoceros).